# Wspólne inicjały
Wspólne inicjały – czwarty album zespołu Boys wydany w maju 1993 roku w firmie fonograficznej Blue Star. Album został nagrany w trzyosobowym składzie. Grupę opuścili Robert Sasinowski oraz Bogdan Kukier, a do zespołu dołączył Igor Giro. Do piosenek "To nie USA" nagrano teledysk. Zespół cieszył się już taką popularnością, że zaproponowano mu trasę koncertową po wybrzeżu. Była to pierwsza duża trasa koncertowa zespołu.

## Lista utworów
1. "Przyszedł czas"
2. "To nie USA"
3. "Jesteś ładna"
4. "Gdzie jesteś teraz"
5. "Superman"
6. "Jesteśmy razem"
7. "Techno Boys"
8. "Okrutny los"
9. "Planeta miłości"
10. "Mój harley"
11. "Wspólne inicjały"

## Skład zespołu
- Marcin Miller - instrumenty klawiszowe, śpiew
- Krzysztof Cieciuch - instrumenty klawiszowe, śpiew
- Igor Giro - instrumenty klawiszowe, śpiew

## Informacje dodatkowe
- Nagrania dokonano w studio w Warszawie.
- Realizacja: Witold Mix
- Manager produkcji: Sławomir Skręta
- Projekt i opracowanie komputerowe okładki: Krzysztof Walczak